# バイレンの戦い
バイレンの戦い（バイレンのたたかい、英語: Battle of BailénまたはBattle of Baylen）は1808年7月、フランシスコ・カスターニョスとテオドール・フォン・レディング率いるスペインのアンダルシア方面軍とフランス第一帝政のピエール・デュポン軍の間で行われた戦闘。最も激しい戦闘はスペイン南部のハエン県、グアダルキビール川沿いのバイレンの近くで起こった。
1808年6月、フランスによるスペインの軍事占領、そして5月2日の反乱を経て、ナポレオンはフランス軍から別働隊を編成して、反乱の中心地の鎮圧にあたらせた。そのうち、デュポン将軍率いる1隊はシエラ・モレナ山脈を越えて、アンダルシアを横断してフランス艦隊がスペインに投降したカディスまで南下した。皇帝は2万の軍もあれば、抵抗を簡単に潰せるとたかをくくっていた。この目論見は外れ、デュポンは7月にコルドバを攻撃した後、県北まで撤退して増援を待った。一方、サン・ロケでスペイン軍を指揮しているカスターニョス将軍とマラガの総督フォン・レディング将軍はセビリアまで出向いてフンタと討議してカディス県の軍を反フランスに転向させた。
デュポンがアンダルシアを離れなかったことは致命的なミスとなった。7月16日から19日までの間、スペイン軍はグアダルキビール川沿いの村に分散したフランス軍に集中攻撃して、混乱したフランス軍はあちこちに逃げ回る羽目になった。カスターニョスがデュポンを下流のアンドゥハルで釘付けにしている間、レディングはメンギバルで橋頭堡を築いてバイレンを掌握、中央位置の戦術を採用してフランス軍両翼の中央に移動した。カスターニョスとレディングに挟まれたデュポン軍は3回も突撃して突破しようとしたが、2,500人を失って失敗した。
反撃を跳ね返されたデュポンは停戦を要求し、アンドゥハルの和約への署名を余儀なくされた。和約により1万8千人が投降し、半島戦争最大の降伏となった。デュポンがスペイン軍に包囲されておらず逃走できそうな部下のヴィーデル師団にも降伏を強要したことは論争を呼んだ。
この災難的な報せがマドリードのフランス指導部に届くと、彼らは即座にエブロ川へと撤退し、スペインの大半を反乱軍に放棄した。ヨーロッパ全体はこの無敵とも思われた帝国軍の降伏に歓喜した。スペインの武勇伝はオーストリア帝国を勇気づけ、第五次対仏大同盟の成立に繋げた。
この動きを危惧したナポレオンは自らスペイン戦線の指揮を執った。大きく加勢されたフランス軍に動揺したスペイン反乱軍とイギリス同盟軍は手厳しい打撃をくらい、1808年11月にマドリードはフランス軍に再占領された。しかし、この結果はフランス軍を長く苦しい消耗戦に持ち込んだ。スペインのゲリラにより大きな損害を出したフランス軍は結局スペインから追い出され、1814年には南フランスがスペイン、イギリス、ポルトガルの連合軍の侵攻に晒された。

## 背景
1807年から1808年までの間、何千ものフランス部隊はナポレオンが扇動したスペインによるポルトガル侵攻を支持するためにスペインへ進軍した。ナポレオンはこの機会を捉えてスペイン王家への陰謀を巡らした。フランスの支持を得たスペイン貴族はクーデターを起こしてカルロス4世を退位させ、その結果カルロス4世の子フェルナンドが即位したが、4月にはフェルナンド7世も退位させられ、代わりにジョセフ・ボナパルトが即位した。
しかし、これらの政治決定はスペイン大衆の誰からも支持されなかった。スペイン大衆は廃位されたフェルナンドへの忠誠を宣言し、外国人統治に対し反乱を起こした。マドリード市民は5月2日の反乱で150人のフランス兵士を殺害したがジョアシャン・ミュラの近衛兵とマムルーク騎兵に鎮圧された。また、ゲリラが山から降りて主な道路の通行を脅かしたため、ジョセフの王国への進入が遅れた。
5月26日、ジョセフ・ボナパルトはマドリードに不在のままスペインと両インドの王を宣言され、彼の使節はスペインのアフランセサードに歓迎された。一方、マドリード住民は憤慨して、スペイン軍は反乱軍の支配下にある村へと撤退し、市の治安維持にあたるのはミュラの2万人の銃剣部隊だけだった。
首都の外では、フランスの戦略的状況が急速に悪化していた。8万人いたフランス軍は北のパンプローナとサン・セバスティアンからマドリードと南のトレドまでとスペイン中部の一部しか掌握できなかった。フランス軍がリウマチによる疝痛に苦しめられている中、指揮官のミュラ自身もかかり、指揮をやめてフランスへ治療に戻った。フォワは、「もし5月2日の虐殺者と呼ばれたこの男が神様に召されたら、スペインの聖職者たちはさぞ喜んだであろう」と回想した。「どんな指揮官よりも警察長官として有名」とされるサヴァリ将軍が代わりに指揮をとった。
スペインの大半に反乱が起きている中、ナポレオンは難しい状況にある自軍を救うためにまずバイヨンヌでスペイン戦線の基地を設立した。スペイン人を軽視していたナポレオンは力を誇示すればスペイン人は怯み、フランスのスペイン支配も安定すると考えた。この考えを元に、ナポレオンはたくさんの別働隊を組織して、主な反乱軍の根拠地を占拠する策をとった。ベシェール将軍はマドリードから2万5千人でカスティーリャ・ラ・ビエハに侵入、また軍の一部を割いて東のアラゴンへ派遣、サンタンデールとサラゴサを攻撃させた。モンセー将軍は29,350人を率いてバレンシアへ、デュエマ将軍は12,710人でカタルーニャを攻撃してジローナを包囲した。そして、有名な陸戦指揮官デュポン将軍は軍1万3千を連れてセビリアとカディスへ進撃した。カディスではフランソワ・ロシリー提督の艦隊が降伏したばかりだった。

## 戦闘以前のアンダルシア
デュポン軍は主に第二線の兵士で構成された。この第二線の軍は、元々プロイセンの駐留や憲兵隊を務める予定であり、ナポレオンがスペイン戦線を「ただの散歩」と軽視した証拠である。デュポン軍は6月上旬にコルドバに到着、アンダルシアにおけるはじめての正規な戦闘であるアルコレア橋の戦いでドン・ペドロ・デ・エチャヴァリ率いるスペイン軍をなぎ倒して同日午後コルドバに入城、4日間略奪した。しかし、アンダルシアの民衆反乱が激しくなると、デュポンはマドリードからの援軍に期待してシエラ・モレナ山脈へ撤退した。
フランス軍は猛暑が続く中で撤退し、荷車500台もある略奪品と1,200人もいる病人が大きな負担となった。このとき従軍していた1人のフランス軍医は後に「我が小さな軍は15万人分の荷物を持っていた。ただの大尉1人すらロバ4頭が引く荷車が必要だった。1個大隊につき50台の荷車があることはコルドバの敗因となった。私たちの動きは全て妨害されていた。我が軍の敗北は将軍たちの貪欲に原因を求めるべきである。」と回想した。ゴベール将軍の師団は7月2日にマドリードを出発してデュポンの遠征を支援したが、ゲリラ対策に軍を割かれ、デュポンの元に到着したのは1個旅団だけだった。

### 山を越える増援
ナポレオンとフランスの指導部はバイヨンヌとの連絡が断たれることを恐れ、またすでに反乱軍の手に落ちたビスケー湾へのイギリス急襲を危惧したため、はじめはスペイン北部での行動を優先した。6月中旬、ラサール将軍がカベソンの戦いで勝利したことで、事が簡単に進んだ。バリャドリッドのスペイン民兵が鎮圧され、カスティーリャ・ラ・ビエハの大半を制圧したことで、サヴァリは南部での行動に着目し、デュポンとの連絡の再建を決定できた。ナポレオンは北部の脅威のほかにはアンダルシアの制圧も重要視していた。アンダルシアの郊外に住み、より伝統的な住民たちがジョセフの統治に反発するのが見えていたからだった。6月19日、ヴィーデル将軍率いる第2歩兵師団がトレドから南へシエラ・モレナ山脈を越えて派遣され、山脈をゲリラから守り、カスティーリャ＝ラ・マンチャを制圧しつつデュポンとの連絡に成功した。
ヴィーデルは兵士6千、軍馬700、大砲12門、そして途中で増派されたルワーズ将軍とリジェ＝ベレー将軍の援軍で出発した。平原を行軍するヴィーデル軍は妨害されず、脱落者が現地人に殺害されるに留まった。6月26日に山脈に到着すると、ヴァルデカーニョス中佐率いるスペインの正規軍、密貿易者、ゲリラの混成軍が大砲6門で「王の門」（スペイン語: Puerta del Rey）を守備していた。ヴィーデルは17人を失いながら守備軍を撃破、ラ・カロリナへ進んだ。次の日、この王の門を南から攻撃しようとするデュポン軍に会い、これでデュポン軍とマドリードの連絡が1か月の中断を経て再建された。

### 指揮の混乱

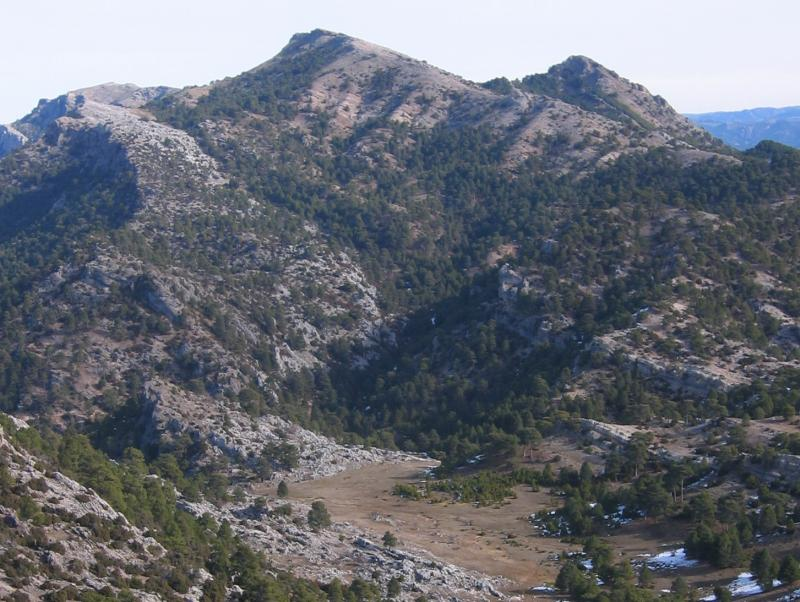
シエラ・モレナ山脈

ヴィーデルはマドリードとバイヨンヌからの新しい指令を持ってきた。デュポン軍にカディスへの進軍を止め、北東の山脈へ撤退すること、サラゴサとバレンシアが投降した後に派遣される予定の援軍を待つ間にスペイン軍のアンダルシアにおける動きを偵察すること、という2つの命令だった。前者は実質デュポン軍の行動の追認だったが、後者はサラゴサとバレンシアを落とせなかったため援軍はいつまでも来なかった。モンセー元帥との連絡が一時つかなかったのち、彼がバレンシアで負けたことが明らかになった。セルヴェリョン伯率いる1万7千のスペイン軍はモンセー軍に1,000人の損害を与えて撃退したのであった。これでモンセー軍が西のバレンシアからグラナダへ移動してデュポンとともに翼包囲を行う作戦は水の泡となった。アラゴンもサラゴサが死ぬまで闘うと称してフランスの度重なる攻撃を全て撃退した。一方のサヴァリはジョセフのマドリード入城を準備して、散らばったフランス軍をマドリードの治安維持に呼び戻した。デュポン軍はベシエールの北における作戦が失敗してスペイン軍が辺りに現れるとすぐ馳せてマドリードを救援する予定だった。
しかし、デュポンのアンダルシア遠征は取り消されなかった。サヴァリが日付を明示せずに援軍の派遣を引き続き確約するという不明瞭な指示を出した一方、ナポレオンはアンドゥハルの放棄すら視野に入れていた。明確な指示がないまま、デュポンはシエラ・モレナ山脈の隘路への撤退よりグアダルキビール川畔の保持を優先し、バイレンとハエンに攻撃を仕掛けた。ナポレオンも特に反対する様子はなく、「たとえ痛手を負っても、[...]山脈を越えて帰ってくればよい」と軽く書いた。

### スペインの準備
フランス軍が南部へ進撃していることを知ると、カスターニョス将軍はデュポンの目的を予測してカディスの要塞にこもる予定だったが、デュポンが軍を引かせたことでその必要もなくなった。ウトレーラで参謀本部を設けたカスターニョスはアンダルシア軍を4個師団に分かれ、フォン・レディング将軍、クピニー侯爵、フェリクス・ヨーンス、マヌエル・ラペーニャの4人をそれぞれ指揮官に任命した。また、千人程度の民兵や軽騎兵の指揮をフアン・デ・ラ・クルーズ・モルヘオンに任せた。若き日のホセ・デ・サン＝マルティンはこのとき、クピニー侯爵の師団で働いていた。

### グアダルキビール川での足止め
デュポンのバルブー将軍とイニャス将軍率いる2個師団がアンドゥハルに留まって、マドリードとセビリア間の連絡路およびその付近の平原を平定しようとしている間、カスターニョスの4個師団は南から着実と進軍し、ゲリラも山脈とラ・マンチャへの道を塞ごうとした。ヴィーデルの師団はバイレンの東に配置され、山道を守備していたことからヴィーデルは7月1日にカッサーニュ将軍の旅団をハエンとラ・カロリナのゲリラの鎮圧に派遣することを余儀なくされ、フランスの補給線はさらに東へと延びた。一方、1,500人を率いていたリジェ＝ベレー将軍はグアダルキビール川南岸にあるメンギバルの哨站へ移動した。アンドゥハルでは河畔の塔が要塞化されたが、グアダルキビール川は渡河できる場所が多すぎる上、辺りの山から砲撃されやすいのでデュポンの守備はあまり意味を成さなかった。カッサーニュはゲリラを追い散らすと7月5日にバイレンへと戻ってきた。彼の師団は死傷者200人を出したが、その見返りは何もなかった。スペインはその行き道を先回って、道中の町を全て略奪したのであった。
ここにきて、約束された援軍がようやく現れた。ゴベール将軍とルフランは7月15日に王の門を通り、シエラ・モレナ山脈に軍を一部残して、残りの歩兵と胸甲騎兵でアンダルシアへ進軍した。デュポン軍はこの援軍で2万人を超えた。しかし補給は足らず、近くの平民もすでに逃亡しており、デュポン軍は自ら収穫し、穀物を挽き、食料を調理しなければならず、グアダルキビール川の汚染された水を飲んだ結果600人が病に倒れた。フランス軍の証言によると、「状況は酷かった。毎晩、武装した平民が私たちの近くを歩き回り、荷物を盗み、私たちは毎晩暗殺されることを覚悟していた」という。

### 初期の戦闘
7月9日、ラペーニャ将軍の師団はエル・カルピオからポルクナにかけて展開され、アンダルシア軍もフランス軍に対し示威しはじめた。カスターニョスはラペーニャとヨーンスの軍をグアダルキビール川沿岸で東西にかけて展開し、アンドゥハルでデュポンに接近した。クピニー師団もビリャ・ヌエバへ進み、レディングはメンギバルへ強行軍して北のバイレンへ転進する計画を取り、デュポンを背後から攻撃して山脈への退路を断つ作戦に出た。まず東へ進んでハエンについたレディングは7月2日から3日までの間フランス右翼を猛攻、第3スイス連隊にカッサーニュ旅団への攻撃を命じた。スペイン軍は大きな損害を出して撃退された（フォワ将軍は死傷者1,500としている）が、孤立したフランスの旅団は危険を感じ、グアダルキビールからバイレンへ撤退、メンギバルの舟乗り場の守備に数個中隊を残すのみだった。
レディングは7月13日にメンギバルを侵攻、苦しい戦闘の後リジェ＝ベレーを追い出した。しかし、ヴィーデル師団が現れるとスペイン軍はすぐさま撤退し、メンギバルはフランス軍に再占領された。次の日、クピニーはビリャ・ヌエバで試しにフランスの哨戒部隊を攻撃した。カスターニョスは15日にアルホニーリャの丘に着き、砲台を築くとアンドゥハルのデュポン軍に向けて砲撃しはじめた。同じごろ、モルヘオン率いる1,600人から4,000人までの非正規軍はマルモレホ近くの浅瀬で渡河、デュポン軍を背後から攻撃したが、フランスの大隊に易々と跳ね返され、山中へと四散した。敵軍の数に危険を感じたデュポンはヴィーデルに1個大隊か1個旅団程度の援軍を要請したが、ヴィーデルはメンギバルがそれほど危険ではないと判断、夜中に自軍全軍で出発した。ヴィーデル師団が到着したことでアンドゥハルは安泰となったが、フランス軍右翼（メンギバルーバイレンーラ・カロリナ）は逆に危機に陥り、リジェ＝ベレーはレディングとの戦いで多勢に無勢に苦しむことになる。

## 戦闘

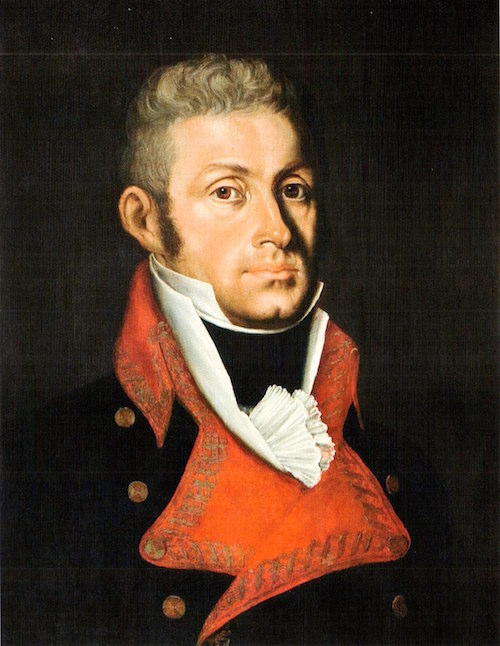
テオドール・フォン・レディング
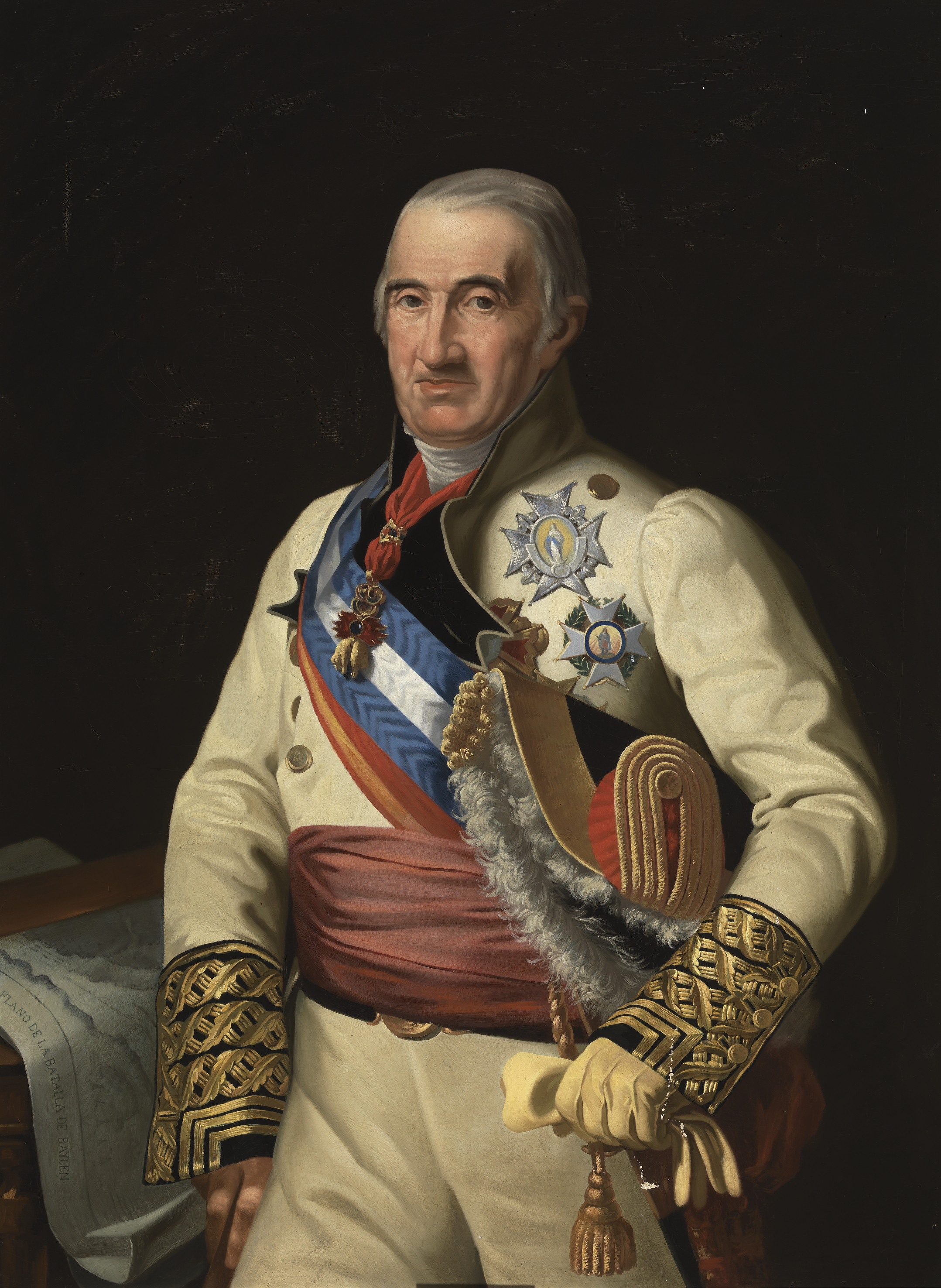
フランシスコ・ハビエル・カスターニョス
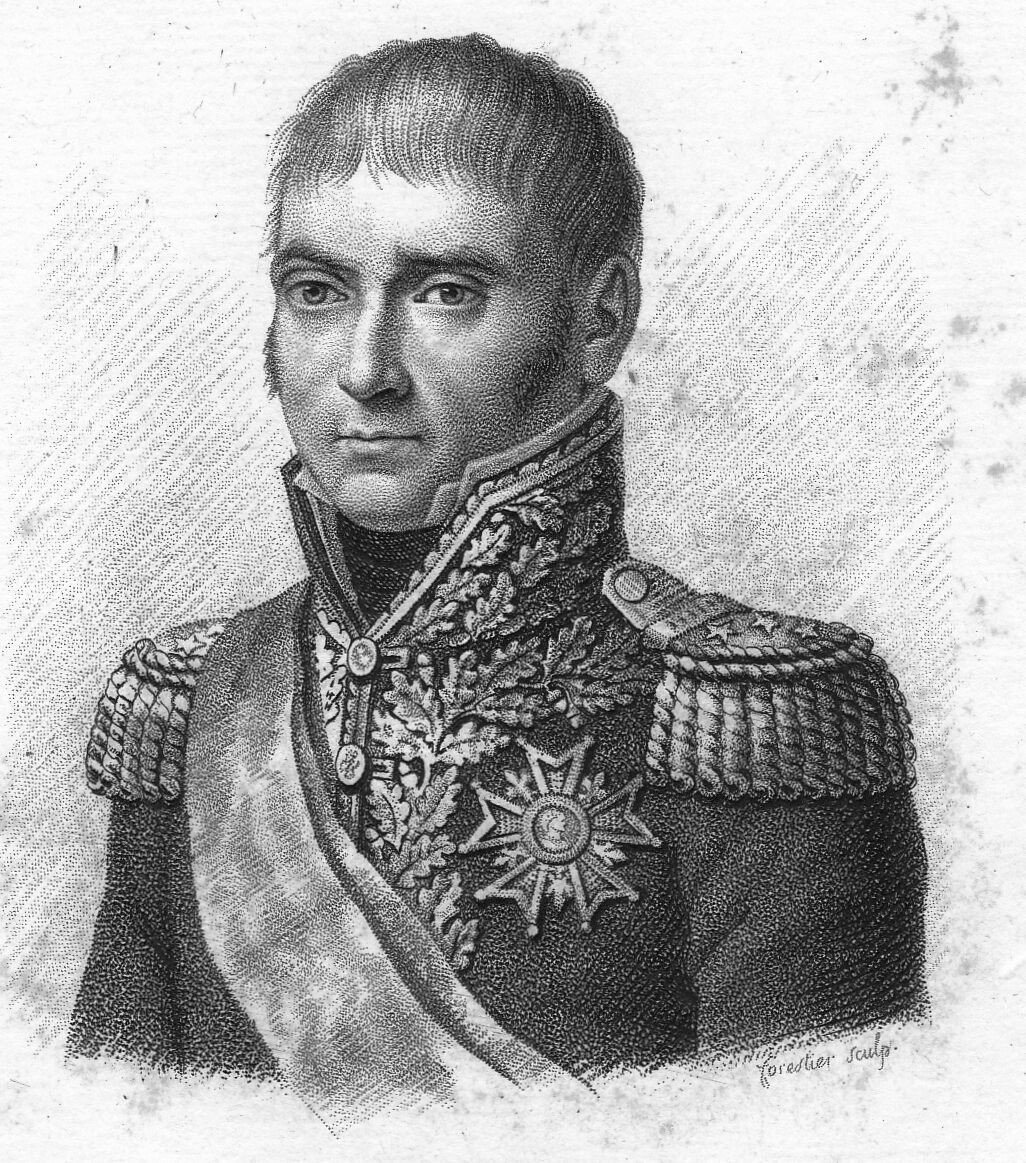
ピエール・デュポン

7月16日、デュポンとヴィーデルはアンドゥハルをめぐる厳しい争いを予想したが、カスターニョスとクピニーは騒がしく陽動しているだけで積極的な攻勢に出なかった 
。一方のレディングは行動した。彼は自軍の砲兵にメンギバルのフェリーを陽動攻撃させつつ、スイス人連隊を上流のリンコンの浅瀬で渡河させ、続いてメンギバルを包囲してリジェ＝ベレー旅団を撃破した。ゴベール将軍はその隙を埋めるべくバイレンから馳せてきたが、頭を銃撃され死亡した。指揮を引き継いだデュフォア将軍はスペイン軍に反撃したが撃退された。デュフォアは胸甲騎兵に何度か突撃させてレディングの目を逸らすと、自らはバイレンへ撤退した。
デュポンはメンギバルの敗勢を見て、再び躊躇した。アルホニーリャの突破が成功すればデュポンはクピニーとレディングの背後に回り込むことも出来たかもしれないが、彼はヴィーデル軍がいるこの状況でも攻撃を選ばず、ヴィーデル軍にバイレンへ戻ってフランス軍右翼を補強するよう命じ、自らはアンドゥハルに引きこもった。

### 右翼の離脱
ここでメンギバルの戦闘に変化が生じた。ようやく川の北岸を占領してフランス軍を撃退したレディングがおそらく自軍の孤立を恐れて突如南岸へ撤退したのである。同じごろ、ヴァルデカーニョス中佐のゲリラ軍はデュフォア軍の前に現れ、その哨兵を撃破して王の道を脅かした。デュフォアにもそれが分かっていたので、彼はグアロマンとラ・カロリーナに進軍、スペイン軍と対峙した、このため、ヴィーデルが夜中の行軍の末、戦略的な要地であるバイレンに到着した時、そこには敵も味方もいないという奇妙な状況に直面した。
グアダルキビール川への偵察部隊が敵に遭遇しないまま戻ってくると、ヴィーデルはレディングが別の場所に移動したと結論づけた。ここでデュフォアがグアロマンからヴィーデルに「1万人のおそらくはレディング師団であろうスペイン軍が山の方から行軍して我が軍の背後を突こうとしている」と報告し、ヴィーデルは寡兵のデュフォア軍に1万人のスペイン軍が襲ったらデュフォア軍はひとたまりもないと考え、行軍の連続で疲れている師団をまとめ上げて7月17日に再び出発、翌日にはサン・カロリーナまで急いで行軍した。デュフォアの失策はすぐにバレた。デュフォア軍を襲っている非正規軍はデュフォアの報告のような脅威とは程遠く、しかもスペイン人が3度もフランス軍を避けて未だにメンギバル近くのどこかに隠れていた。さらにデュポン軍とヴィーデル軍の間に巨大な隙が生じ、レディング軍が中央位置の戦術を採用してフランス軍両翼の中央（つまり、バイレン）に移動することを阻む術はなくなった。

### 罠にかかるフランス軍
ヴィーデルの間違った動きについての情報は7月18日の正午にデュポンまで届き、デュポンは自身もヴィーデルもバイレンまで戻って、フランス軍が散らばることを防ごうとした。彼は「私にはアンドゥハルの占領なんてどうでもいい。あそこは戦略的に無意味だ。」と主張したという。撤退の準備に時間がかかること（ここでもコルドバの略奪品が足を引っ張った）と川の対岸にいるカスターニョス軍の警戒を兼ねて、デュポンは夜に紛れて撤退しようとした。一方、クピニー軍をビリャ・ヌエバから引き上げらせたレディングは17日にメンギバルで渡河、無人のバイレンを占領してツェルトで野営した。彼は次の朝西に転じて「ヴィーデル軍」（実際はデュポン軍だったが、ヴィーデルの失策まではヴィーデル軍が西にいたため、フランス軍の動きを把握できていないスペイン軍が間違えた）を攻撃する予定だった。

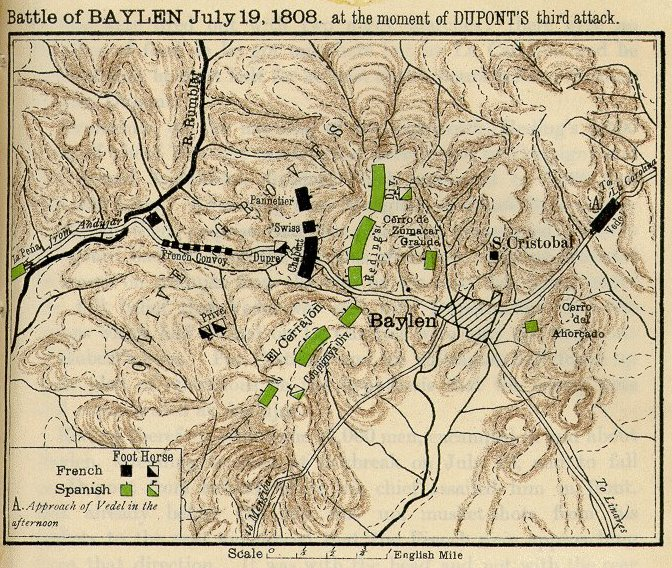
レディング軍（緑）がデュポン軍（黒）の撤退を阻んでいる。

ヴィーデル軍は18日朝5時にラ・カロリーナから離れ、すでに疲れきっていたフランス右翼を南西のバイレンへ急いで移動させた。知らぬ間にレディング軍を背後から迫る形となった。これで両軍ともグアダルキビール川北岸へ移動したが、その配置が「カスターニョス—デュポン—レディング—ヴィーデル」といういびつなものになってしまった。バイレンからわずか2リーグのグアロマンではヴィーデルが歩兵たちを数時間休ませた。フォワ将軍は後に「3日間休まず絶え間なく行進していた後では、彼が拒絶できるはずもなかった」と回想した。一方偵察隊は西のリナーレスへ急ぎ、彼の背後を守った。デュポンが向かってきていることも、ヴィーデルが背後にいることも気づかなかったレディングはまだ東に残っているかもしれないフランス軍を警戒して数個大隊をバイレン占領に駐留させ、7月18日に残りの2個師団を率いて西へ進軍、アンドゥハルを背後から包囲してカスターニョスとともにデュポン軍を潰そうとした。
デュポンはスペイン軍が気づかぬ間にアンドゥハルから脱出。そして7月19日の黎明、シャベール准将率いるフランス軍の前衛部隊はバイレンのすぐ近くでレディングの前衛（ワロン人近衛兵）に遭遇した。油断したところを突かれたものの、レディングは「速度と技術」をもって応対、戦列を崩して谷間にあるオリーブの果樹園で銃兵20人による防御線を組んだ。このとき、彼はデュポン本軍からわずか2マイルしか離れていなかった。シャベールはスペイン軍の人数を過小評価して3千人だけでレディングの2個師団に突撃したが、レディング軍の縦射と遮蔽で大損害を出して撃退された。2リーグ離れたデュポンは前衛の突撃を中止させて、後ろのカスターニョスを警戒してバルブー将軍を後ろに配置、残りの全軍を前進させてレディングの戦列を崩そうとした。
ラペーニャ師団がすでにアンドゥハルを通過して迫ってくる中、デュポンはカスターニョスの戦列がすぐにでも後ろから攻撃を仕掛けてくることを覚悟して、自軍を少しずつ派遣して予備部隊を温存した。歴史家たちはデュポン軍が「疲れきって、（戦列が）長く伸びていて、それを少しずつ戦闘に出すのは愚かの極みである」とした。シャベール准将とドゥプレ准将が歩兵旅団と胸甲騎兵でスペイン軍左翼のワロン人近衛兵を攻撃したが効果が出ず、ドゥプレは自軍の前方で致命傷を負った。デュポン軍の散らばった銃兵は集まって攻撃を支援したが、スペイン砲兵が砲撃を始めると散った。右翼ではレディングの民兵隊と第3スイス連隊が猛攻にあい、スペイン軍の戦列を曲がらせた。フランスの胸甲騎兵が敵の歩兵連隊を踏み潰し、砲兵たちにも攻撃したが、砲撃を続けるスペイン軍に敵わず、鹵獲した大砲を捨てて後退した。
フランス軍が10時に到着するとデュポンは2回目の攻撃を命令、パンティエ将軍が前衛の旅団を率いた。さらにドジエ率いる皇帝近衛隊の海兵隊も増援に来た。この近衛隊は当時最良の兵隊とされ、フォワ将軍は「彼らはわずか300人だが、何にも怖がることのない300人だ。」と記した。腰を負傷したデュポンはバイレン脱出の最後の試みとしてボロボロの自軍を近衛隊の大隊の周りに配置した。この時点でも予備軍があればスペインの戦列を突破できたかもしれないが、デュポンには予備軍がなく、フランスの縦隊はスペイン砲兵の容赦ない砲撃で三たび撃退された。デュポンの（元はスペイン所属だった）スイス人連隊はここでスペインに寝返った。そして最後、カスターニョス軍がようやく到着してバルブー軍を撃退、ラペーニャ軍が残された銃砲を鹵獲してフランス後衛への攻撃に取り掛かろうとした。これで19日の戦闘が終わった。

### 戦闘の終結に向けて
ここで誰も予想しなかったスペイン増援が南から現れ、フランス左翼に向けて行軍した。その正体はデ・ラ・クルーズ大佐だった。7月16日の戦闘で山へ追い返されたデ・ラ・クルーズはペニャス・デル・モラルで2千人を集結、山から下りて砲撃の音を頼りに戦場へ向かった。デュポン軍は三方から包囲されるという絶望的な状況に陥った。

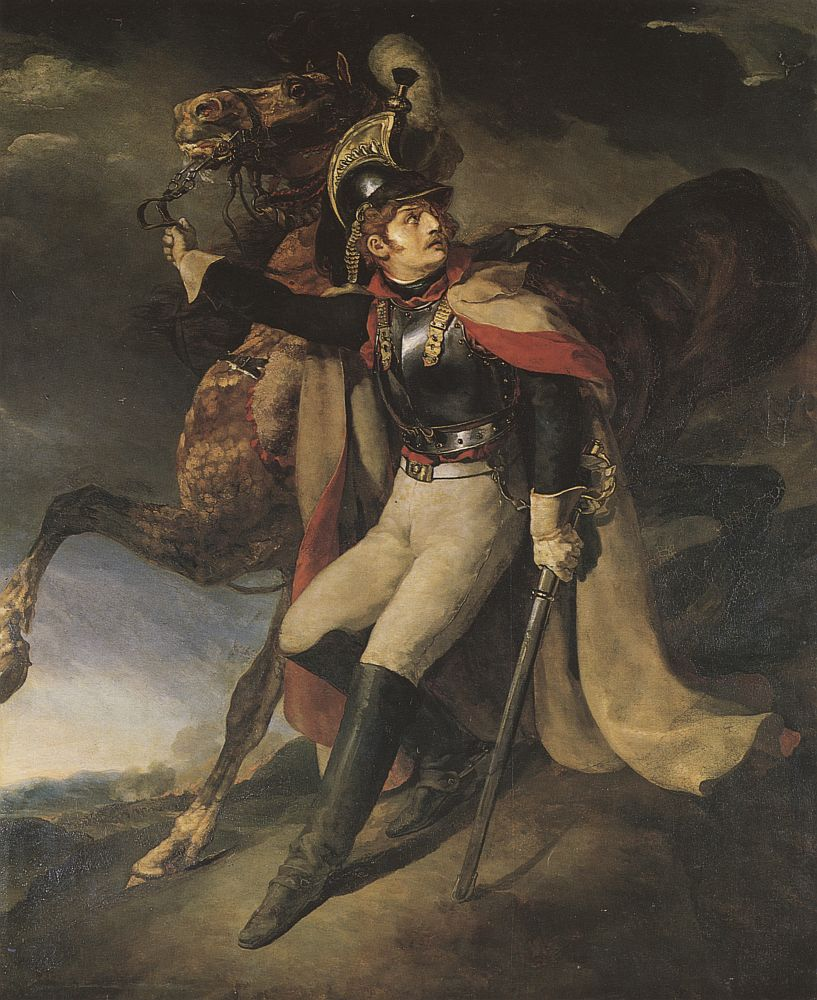
負傷した胸甲騎兵、テオドール・ジェリコー作、1814年

正午近く、デュポン軍の攻撃が収まったころ、ヴィーデル軍はグアロマンからバイレンへ向かい、寝ている兵隊を目撃した。ヴィーデルは寝ている軍がアンドゥハルから戻ってきたデュポン軍前衛と考えていたが、その正体はレディング軍だった。両軍は戦闘を準備、フランス軍はラグランジュの胸甲騎兵、カッサーニュ軍、デュフォア旅団を、スペイン軍はクピニー師団、アイルランド人大隊、大砲2門、サンクリストバル修道院にいる連隊、民兵を準備した。さらに他の旅団を中央に配置した。ここでスペイン兵士2人が和平の旗を掲げ、デュポン軍が敗れて停戦を提案したと宣言したが、フランス人たちは「お前の将軍に言え。我々にとってそんなことはどうでもいい。彼を攻撃するつもりであることを。」と返答した。
ヴィーデルはブサールの竜騎兵の支援を受けたカッサーニュ軍に小山の上にいるアイルランド人大隊の攻撃を命令した。カッサーニュ軍が攻撃している間、ブサール軍はその周りで暴れ、クピニーの民兵隊の一部を撃退、小山を包囲した。大砲を失ったアイルランド人大隊は降伏、ヴィーデル軍が小山を占領して1,500人の捕虜を得た。一方、ロシェ大佐はサンクリストバルを攻撃した。サンクリストバルの占領はクピニー軍を撃退してデュポン軍への道をこじ開けるためには不可欠だった。しかしフランシスコ・ソレル率いるスペイン正規軍が戦列を頑として維持、攻撃は全て失敗した。

### 投降

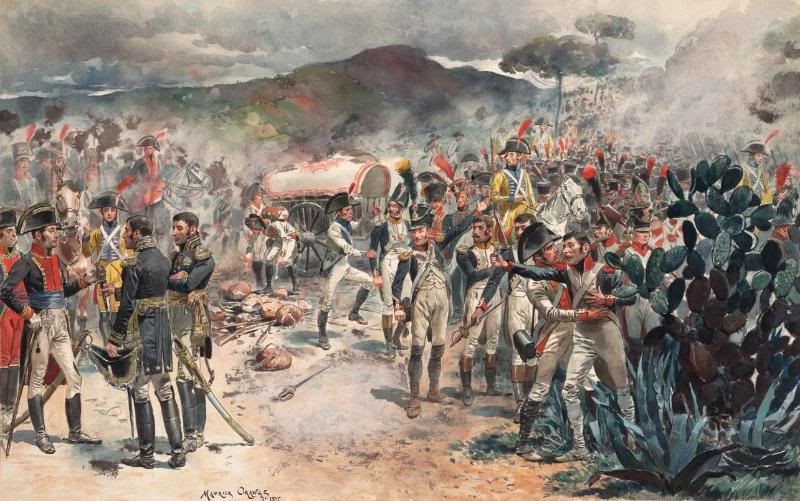
デュポン軍がスペインに投降したことでナポレオン軍の不敗伝説が破られた。

カスターニョス軍が到着したことでデュポンは和平を要求、スペイン軍と数日間交渉した。交渉のことを知るとヴィーデルは撤退したが、スペインの指揮官がヴィーデル軍が投降しなければフランス軍を惨殺すると脅したためデュポンはヴィーデル軍を呼び戻して降伏させた。自らの剣をカスターニョスに渡すとき、デュポンは「将軍、あなたがたは今日に誇りを持つがいい。なぜなら、20回以上の会戦に挑んだ私が負けたのは今回がはじめだからだ。」と話し、それに対しスペイン人は「誇りを持つべき理由は、私がそんな会戦に居合わせたことは一度もなかったからだ。」と応酬したという。

## その後

### ヨーロッパにおける反響

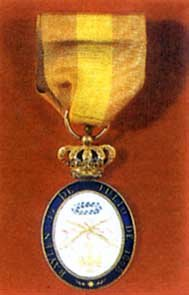
バイレン勲章

バイレンの戦いは戦略的に重要でも、最も大規模でも、最も血なまぐさいわけでもなかったが、スペインでは神話に近いほど祭り上げられた。周辺部の戦場で経験不足のフランス軍が交渉を経て降伏しただけの戦いだったが、その象徴的意味が現実をはるかに上回った。勝利の報せが迷っていたスペインのエリートたちを反乱支持に傾かせた。フランス軍を武力をもって排除することが突如可能になったように見えた 。この戦いはヨーロッパ中でも無敵と考えられていたフランス軍は実は倒せるかもしれないという希望をもたらし、オーストリア帝国による第五次対仏大同盟結成に繋げた。
このような象徴的、かつプロパガンダに活用できる戦闘を記念して、セビリア・フンタはバイレン勲章を創設した。イギリスの新聞紙は戦闘を熱心に宣伝、カスターニョスの勝利宣言はヨーロッパ中に広まった。

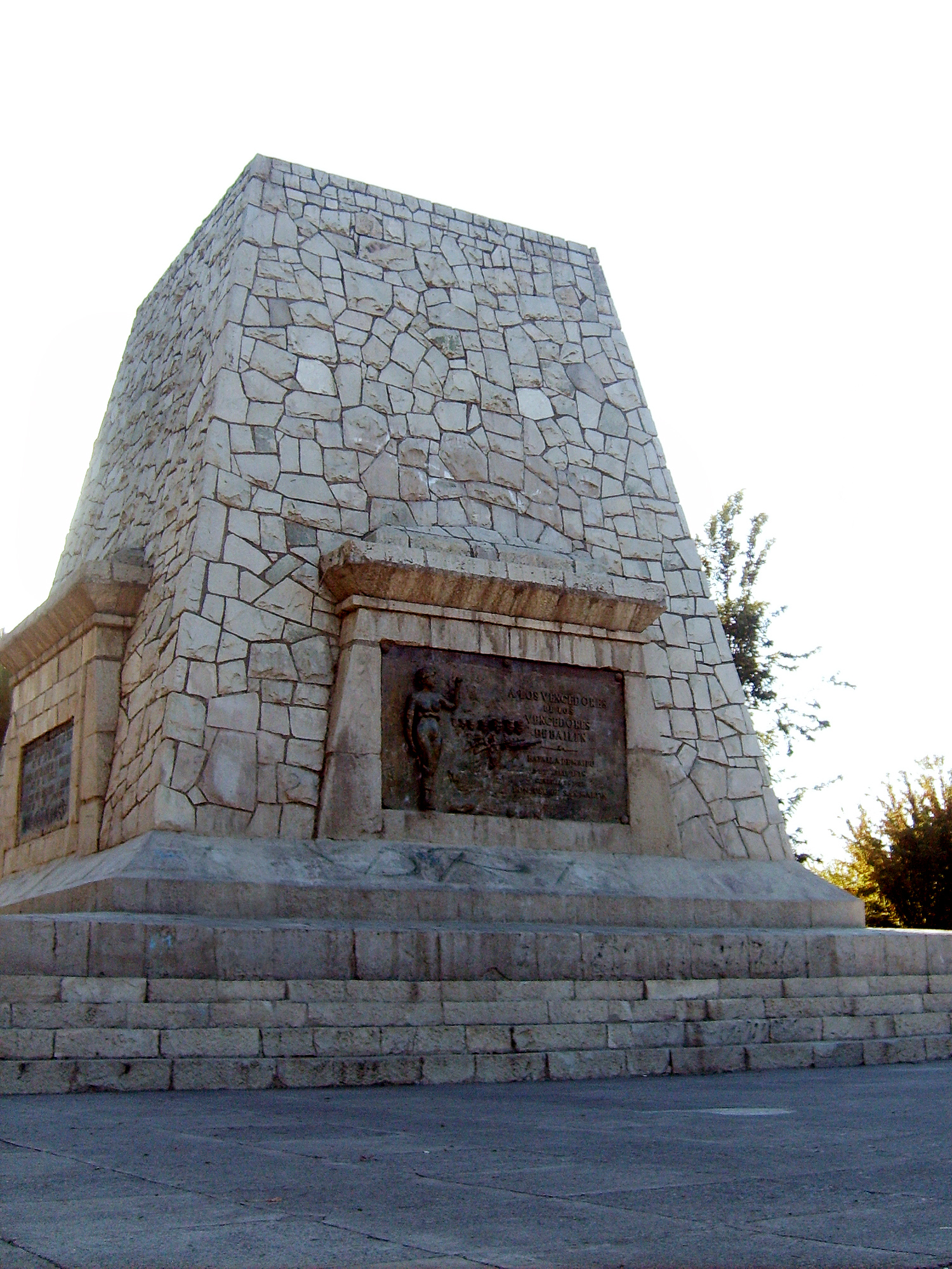
チリ独立戦争におけるサン＝マルティンのアンデス軍による1818年のマイプーの戦いの記念碑。碑文は「バイレンの勝利者に対する勝利者へ」。

この敗北はナポレオンに恥をかかせた。彼はデュポンの投降を個人的な侮辱と帝国の栄光を挫くものとして扱い、戦闘に関わった者に無慈悲な復讐をした。
| 「 | この世が始まって以来、このような愚かな、臆病な、バカバカしいことがあっただろうか？ | 」 |

デュポンとヴィーデルがパリに戻るとすぐさま軍法会議にかけられ、軍階と栄典を剥奪されジュー城で監禁された。デュポンはその後、フランス復古王政で即位したルイ18世により仮釈放されるまで囚われ続け、秘密裏に暗殺されたという噂が流れるほどであった。全ての指揮官はその責任の大きさに関わらず、ナポレオンの復讐を逃れる者はいなかった。ナポレオンは、スペインにいたフランス軍は「将軍ではなく郵便局員に指揮されていた」とまで糾弾した。1809年1月、バリャドリッドで観兵式が行われたが、ナポレオンは指揮官の中にデュポン軍の参謀長を見つけるやすぐに観兵式を中止して全軍が見てる中でその不幸な参謀長を糾弾、広場から去らせた。フォワ将軍によると、ナポレオンはその長く手厳しい非難のはじめに、「なに、将軍！あの悪名高い降伏文書を署名するとき、あなたの手は震えなかったのか？」と質問したという。数年後、ナポレオンは最高裁判所の要求でアンドゥハルで非公開の公聴会を開き、またもやデュポンを糾弾した。1812年5月1日の帝国法令で全ての指揮官が降伏を禁じられ、違反者は死刑に処された。

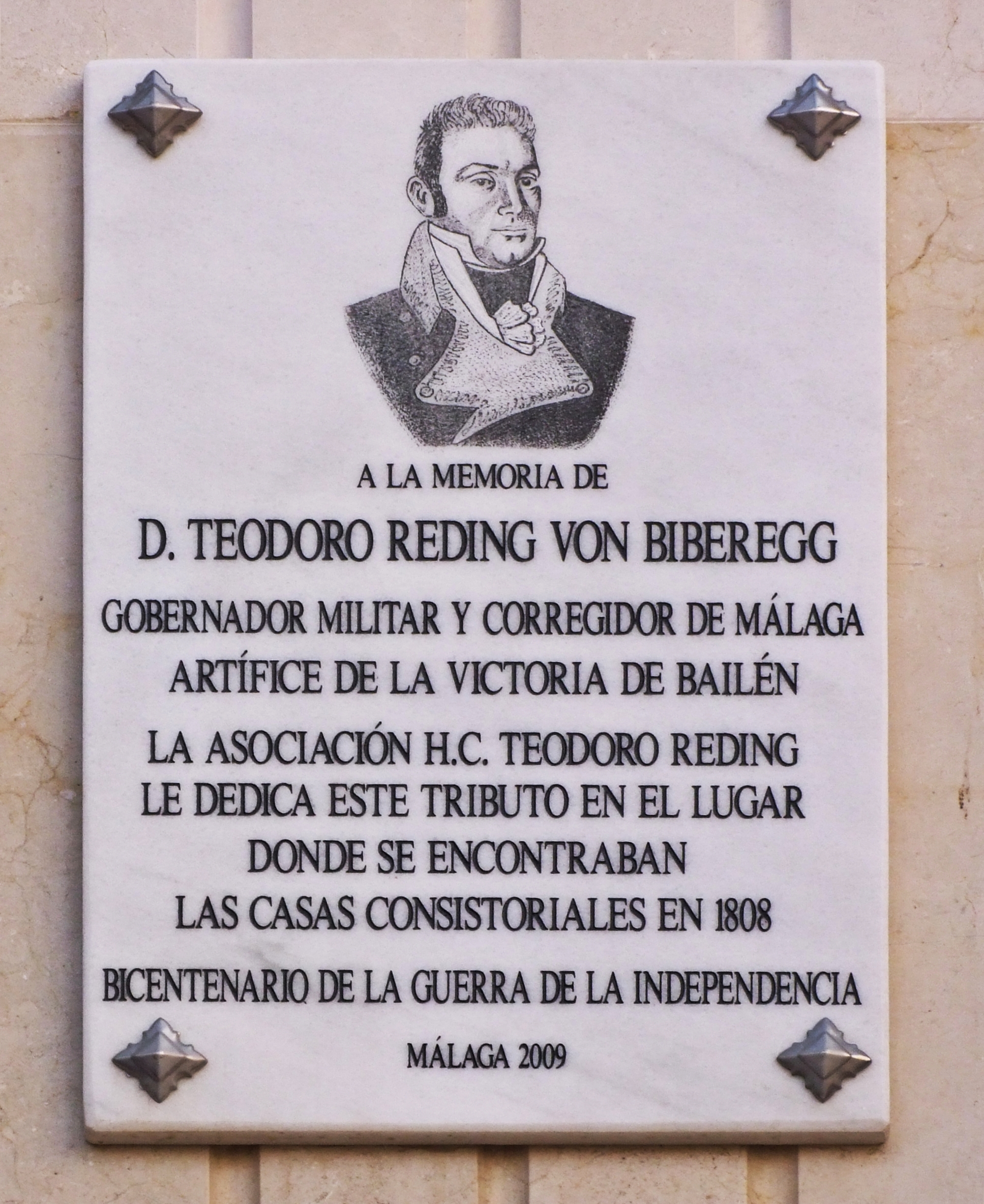
マラガの憲法広場にあるレディング将軍の記念碑

### フランス軍の逃走と回復
この戦いはフランス軍に屈辱を与えたほか、相前後してフランス軍は第一次サラゴサ包囲戦、バレンシアの戦い、エル・ブルークの戦い、サンタンデールなどで連戦連敗した。さらにスペインが国を挙げて動員してフランスと戦おうとしたため、フランス軍はパニックして混乱に陥った。2万もの軍勢が突如失われたことで、ナポレオンの占領軍が急に力を失った。サヴァリの助言でジョセフは敵対的なマドリードから逃亡、ベシエールとモンセーも合流した。彼らはフランス軍をマドリードから北へ撤退させ、ブルゴスも越えて全軍撤退の形となった。撤退は鉄壁な防御を確保できるエブロ川北岸まで続いた。ビトリアの暫定司令部でジョセフは弟に「私は再度スペイン人支持者は一人もいないことを伝えます。全国が憤慨しており、戦うことを決意しています。」と書き、ナポレオンは激怒して、エブロ川渡河は「スペイン脱出に等しい」と言った。
11月、ナポレオンはフランス軍を率いてピレネー山脈を越え、一連の戦闘でスペイン軍に大打撃を与え、1か月でマドリードを降伏させた。運命はバイレンの勝利者に厳しかった。カスターニョスは1808年11月のトゥデラの戦いでランヌ元帥に潰され、レディングは1809年のバルスの戦いで落馬してフランス騎兵に殺された。スールト元帥は翌年アンダルシアの大半を侵略して回り、1810年1月21日にバイレンの聖堂で帝国の鷲を奪回した。このようにして、カディスのみがスペインに死守され、侵略者をスペインから追い出すのに長い歳月がかかった。

### 捕虜の運命

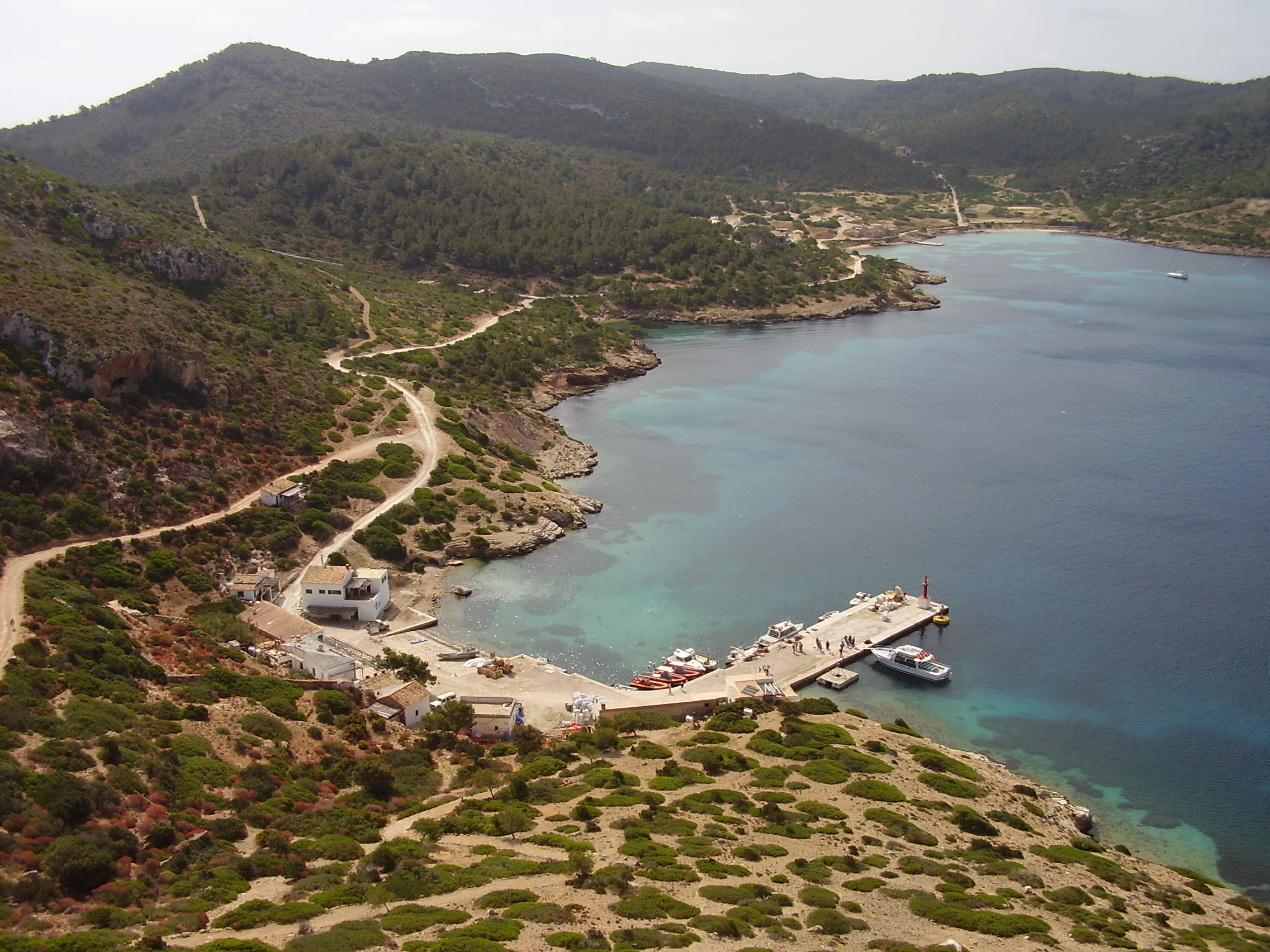
カブレラ島

デュポンと彼の参謀たちはセビリア・フンタがフランス捕虜をカディス経由で送還されるという和約の条項の履行を拒むと、イギリス海軍の軍艦でロシュフォールまで送られた。フランス捕虜はカディス港の監獄船で監禁された。彼らは超満員の船上で不定期に食事を与えられた。1810年にカディス包囲戦が始まると、混乱の中に捕虜たちはスペインの守衛を殺して錨を切って、漂流して逃げようとした。監獄船1隻は脱出に成功したが、もう1隻は座礁して砲撃を受けて炎上、捕虜たちはイギリス軍に捕まった。
また大勢の兵士がカナリー諸島とバレアレス諸島に移送され、住民たちは近くに敵が多数居住することに不満を漏らした。そのため、捕虜たちは無人島のカブレラ島に移された。自軍の補給にすら苦心していたスペイン政府には捕虜の待遇改善ができず、補給船が来なかったときには人肉食が行われていたことが噂された。1814年7月6日、バイレンの生還者の残りはフランスへ戻ったが、その時には半分以上が死亡していた。多くの生還者は健康を害し、回復することがなかった。

### 戦闘の分析
バイレンの戦いはテルシオの後継だったスペイン・ブルボン朝の正規軍の勝利であった。ナポレオンはこの正規軍を「ヨーロッパ最弱」と揶揄、スペイン非正規軍を「修道士に率いられる盗賊」とこき下ろした。カスターニョスも自軍の大半は「経験不足だが、彼らはスペイン人であり、スペイン人は英雄である」と認めた。そして実際、この「弱い」軍がフランス帝国軍を打ち負かしたのであった。
しかし、スペインの旧体制の軍隊は戦争の規模が大きくなるにつれ、その弱点を露呈させた。未経験者の徴兵とフンタの目的の矛盾に足を引っ張られたのだった。
バイレンの戦いを再現する試みはフランスの軍事占領と対反乱作戦を前に崩れ去った。「新しく徴兵された兵士が大半を占めるスペイン軍は敵に直面している時、行軍ができず、しかも多くが自らの武器の使い方すら知らなかった。時には戦闘の前日にようやくマスケット銃を配給されることもあった」という。スペイン軍の規律もよくなく、指揮官に従わず逃亡したものも多かったが、逃亡者は多くがフランス騎兵の餌食となり、殺されたか捕虜にされた。アーサー・ウェルズリーは連合軍の指揮官として、スペイン軍の情熱を抑え、「バイレン病」を克服しようとした。